# Eta Apodis
Eta Apodis, được Latinh hóa từ η Apodis, là một ngôi sao trong chòm sao vòng tròn phía nam chòm sao Thiên Yến. Dựa trên các phép đo thị sai từ nhiệm vụ Hipparcos, nó cách Trái đất khoảng 141 năm ánh sáng (43 parsec). Với cường độ thị giác rõ ràng là +4,9, nó có thể được nhìn bằng mắt thường từ bán cầu nam.

## Tính chất
Ngôi sao này có khối lượng gấp 1,77 lần khối lượng của Mặt trời và gấp 2,13 lần bán kính của Mặt trời. Nó tỏa sáng gấp 15,5 lần độ sáng của Mặt trời từ bầu khí quyển bên ngoài của nó ở nhiệt độ hiệu quả là 7.860 K. Eta Apodis là một ngôi sao trẻ với độ tuổi khoảng 250 triệu năm.
Sự phân loại sao của Eta Apodis cho thấy đây là một ngôi sao Am, có nghĩa là quang phổ cho thấy đặc thù hóa học. Đặc biệt, nó là một ngôi sao loại A2 cho thấy sự dư thừa của các nguyên tố crôm và europium. Phổ hiển thị các tính năng từ tính cho biết cường độ trường bề mặt ước tính khoảng 360 G.  Dựa trên các quan sát với Kính viễn vọng không gian Spitzer, hệ thống này đang phát ra vượt quá 24 m bức xạ hồng ngoại. Điều này có thể được gây ra bởi một mảnh vụn bụi quay quanh ở khoảng cách hơn 31 đơn vị thiên văn từ ngôi sao.

## Đặt tên
Trong tiếng Trung gây ra bởi sự thích nghi của các chòm sao nam bán cầu châu Âu vào hệ thống của Trung Quốc, 異雀 (Yì Què), Có nghĩa là chim Exotic, đề cập đến một asterism gồm η Apodis, ζ Apodis, ι Apodis, beta Apodis, g Apodis, δ1 Apodis, α Apodis và ε Apodis. Do đó, Apodis được gọi là 異雀七 (Yì Què qī - Dị Tước thất, tiếng Anh: the Seventh Star of Exotic Bird.) 